# István Bessenyei
István Bessenyei (n. 18 martie 1955, Ariniș, Maramureș, România – d. 29 octombrie 2018, Satu Mare, România) a fost un actor, regizor și director de teatru maghiar din România.

## Biografie
S-a născut pe 18 martie 1955 la Ariniș. Școala generală a urmat-o la Ariniș și Arduzel, iar liceul la Liceul Teoretic din Cehu Silvaniei. După bacalaureat se întoarce la Arduzel ca profesor suplinitor  (pe catedră de matematică și fizică).
În 1977 intră la Institutul de Teatru Szentgyörgyi István din Târgu Mureș, în grupa lui Tompa Miklós și Ferenczi István. În 1981 își ia licența și vine la secția maghiară a Teatrului de Nord din Satu Mare unde este membru până în ziua de azi. De la sfârșitul anilor ’80 este compozitorul și câtărețul trupei Castelanii cu care, în 1990, câștigă marele premiu la Festivalul Național Siculus din Odorheiu Secuiesc.
Odată cu anii ’90 începe să regizeze (o dată și la secția română), și totodată să îndrume activ, trupele amatoare de teatru ale tinerilor.
În 1998 este membru fondator al Teatrului Municipal din Miercurea Ciuc.
După despărțirea celor două trupe, alege să rămână la Satu Mare unde și-a început cea de-a treizecea stagiune in acest an. A fost membru al Cosiliului Artistic al Trupei Harag György și al conducerii Fundației Proscenium.
Pe lângă activitatea teatrală, este un încurajator și îndrumător înverșunat al trupelor teatrale amatoare, în special al celor din localitățile (din zona natală și ținutul maramureșului) care nu au trupă profesionistă de teatru.
A fondat în 1996 trupa de amatori Kulissza Színpad care în cei zece ani de existență a prezentat  piese și recitaluri în Casa de Cultură Municipală G. M. Zamfirescu. Mai mulți dintre membrii acestei trupe au urmat mai târziu carieră artistică sau mass-media. Tot aici a fost membru și show-manul Dancs Artur cu care a creat un ciclu de spectacole inspitrat one-person-show-ul american.
Pe lângă coordonarea diverselor activități teatrale, a pus accent și pe pregătirea tinerilor care inteționau să urmeze facultăți de teatru. Mulți dintre tinerii pregătiți de el și-au făcut carieră în lumea teatrului.
A fost îndrumătorul cercului de teatru Nádai István al Liceului Teologic Reformat din Satu Mare, muncă pentru care a fost laureat, în 2007, cu premiul „Pro Schola”, de către Liceul Teologic Reformat și de Protopopiatul Reformat Satu Mare.
De numele lui se leagă și realizarea primului film turnat la Satu Mare. 
Între 2012-2014 a fost directorul artistic al Trupei Harag György a Teatrului de Nord din Satu Mare.

## Studii
- 1977-1981: Institutul de Teatru „Szentgyörgyi István”, Târgu Mureș, profil: arta actorului, profesor îndrumător: Miklós Tompa
- 1970-1974: Liceul Teoretic Cehu Slvaniei, profil real

## Carieră
- 2014 - membru al Consiliului Artistic al Trupei Harag György
- 2013 - Președintele Fundației Proscenium
- 2012 - 2014 - directorul artistic al Trupei Harag György
- 2009 - 2012 membru al Consiliului Artistic al Trupei Harag György
- 1981- actor la Teatrul de Nord Satu Mare

## Premii
- 1990 – Marele Premiu al Festivalului Național de Muzică Ușoară Siculus (Formația Castelanii)
- 1998 – Premiu pentru activaiatea profesională, Kisvárda
- 2007 – Premiul Pro Schola, Eparhia Reformată Satu Mare – Liceul Teologic Reformat Satu Mare
- 2011 – Premiul Cultural al Județuluui Satu Mare

## Cele mai importante roluri
- Predicator (Bertolt Brecht–Paul Dessau: Mutter Courage și copii ei, regizor: Vargyas Márta)
- Personaj (Marionete, regizor: Bessenyei Gedő István)
- Egeu (William Shakespeare: Visul unei nopți de vară, regizor: Keresztes Attila)
- Narator, Primar (Petőfi Sándor: Barosul satului, regizor: Galló Ernő)
- Ofițer (Dés – Nemes – Böhm – Korcsmáros – Horváth: Undeva în Europa, regizor: Balogh Attila)
- Bunicul (Dobay András – Muszty Bea: Tortul albastru, regizor: Keresztes Attila)
- Akela (Dés – Békés – Geszti: Cartea junglei, regizor: Szilágyi Regina)
- Leopold Maria Lippert–Prințul Weilersheim (Kálmán Imre: Prințesa Ceardașului, regizor: Keresztes Attila)
- Ádus, țambalistul bătrân (Tóth Ede: Năzdrăvanul satului, regizor: Csurulya Csongor)
- Buicalov (Katajev- Aldobolyi: Duminica zănatică, regizor: Aldobolyi Nagy György)
- Profesor (Szabó Magda-Bereményi Géza: Ușa, regizor: Bereményi Géza)
- Dr. Preis (Munkácsi Miklós: Beatles Foever, regizor: Csurulya Csongor)
- Patás (Rideg Sándor-Timár Péter: Întâmplări la casa cantonierului, regizor: Árkosi Árpád)
- Senák (Háy János: Senák, regizor: Lendvai Zoltán)
- Aniello Amitrano (Eduardo de Filippo: Voci interioare, regizor: Alexandre Colpacci)
- Salarino (Shakespeare: Neguțătorul din Veneția, regizor: Parászka Miklós)
- Bill (Déry Tibor: Reportaj imaginar despre un festival de pop american, regizor: Horányi László)
- Horner (Hawthorne) procuror (Dan Goggin: Călugărițele, regizor: Urai Péter)
- Mikár Ferenc (Szomory Dezső: Györgyike, cel mai bun copil, regizor: Lendvai Zoltán)
- Kányai (Szigligeti Ede: Liliomfi, regizor: Árkosi Árpád)
- Lord Worchester (Falstaff, realizată după piesa Henrik IV de Shakespeare, regizor: Béres László)
- Témüller (Presser-Sztevanovity: Mansarda, regizor: Horányi László)
- Cârciumar (Egressy Zoltán: Portugalia, regizor: Lendvai Zoltán)
- Rideghváry Bence (Jókai Mór: Fii omului cu inima de piatră, regizor: Parászka Miklós)
- Theseu (Shakespeare: Visul unei nopți de vară, regizor: Árkosi Árpád)
- Prințul Jóttesz (Novák János-Tamkó Sirató Károly: Grădina povestitoare, regizor: Márk Nagy Ágota)
- Levrenti (Brecht: Cercul de cretă caucazian)
- Președinte (Tamási Áron: Consolare, regizor: Parászka Miklós)
- Omul de Tinichea (Baum-Frank-Schwajda-Tamássy: Vrăjitorul din Oz, regizor: Márk Nagy Ágota)
- Kopjáss István (Móricz Zsigmond: Rudele, regizor: Parászka Miklós)
- Jan Balas (Václav Havel: Memorandumul, regizor: Parászka Miklós)
- Közeg (Spiró György: Tacâmuri de pui, regizor: Kövesdy István)
- Ben Silverman (Neil Simon: Băieții de aur, regizor: Parászka Miklós)
- Máté (Molnár Ferenc: Úri divat)
- Benedek (Örkény István: Căutătorii de chei, regizor: Parászka Miklós)
- Eibenmeyer, Herse (Sütő András: Egy lócsiszár virágvasárnapja, regizor: Kovács Levente)
- Bugrov, negustor (Csehov: Platonov, regizor: Kovács Levente)
- Anghel (Mateescu: Regina balului, regizor: Parászka Miklós)
- Adrian (Shakespeare: Furtuna, regizor: Parászka Miklós)
- Tóbiás (Zágon István: Hyppolit, valetul, regizor: Kovács Levente)
- Mistreț (Fodor Sándor: Csipike, regizor: Tóth Páll Miklós)
- Abbé (Deák Tamás: Balul, regizor: Kovács Ferenc)
- Don Juan (Tirso de Molina: Osânditul pentru lipsă de credință, regizor: Kovács Ádám)
- Tânăr (Fejes Endre: Buna seara vară, buna seara dragoste, regizor: Gyöngyösi Gábor, Tóth Páll Miklós)

## Roluri în filme
- Világszám - regizor: Koltai Róbert

## Montări
- Fazekas Mihály-Móricz Zsigmond-Bessenyei István: Ludas Matyi în Sătmar (Teatrul de Nord Satu Mare, Trupa Harag György)
- Népek hajnalcsillaga (Teatrul de Nord Satu Mare, Trupa Harag György)
- Tennessee Williams: Vorbește-mi ca ploaia și lasă-mă să te ascult (Teatrul de Nord Satu Mare, Trupa Harag György)
- Quo vadis homo sapiens (Teatrul de Nord Satu Mare, secția română)
- Fazekas Mihály-Móricz Zsigmond-Bessenyei István: Ludas Matyi în Ciuc (Teatrul Csíki Játékszín)
- Halász-Békeffy-Eisemann: Egy csók és más semmi (Szatmárnémeti Északi Színház, Harag György Társulat, Parászka Miklóssal)
- Zerkovitz Béla-Szilágyi László: Csókos asszony (Teatrul de Nord Satu Mare, Trupa Harag György, în colaborare cu Parászka Miklós)
- Pataki Éva: Edith și Marlene (Teatrul de Nord Satu Mare, Trupa Harag György, în colaborare cu Parászka Miklós)
- Rejtő Jenő: Bolondok közt, szűk cipőben (Teatrul de Nord Satu Mare, Trupa Harag György, în colaborare cu Parászka Miklós)

## Spectacole podium
- Kényszerleszállás közben (recital, culegere din poeziile lui Szilágyi Domokos)
- Fölszárad majd a sár (recital, culegere din operele poeților maghiari din Ardeal)
- In memoriam Gellért Sándor
- Cenzúra nélkül (Fără cenzură)
- Győzhetetlen én kőszálam
- Népem, te szent...
- Levelek Anna Majához (Scrisori către Anna Maja)
- Évszakok – világirodalmi összeállítás (Anotimpuri – culegere din operele literaturii universale)
- A délibábig és vissza (culegere din operele poeților contemporani români)

## Asistent de regie
- Presser-Sztevanovity: Mansarda, regizor: Horányi László
- Huszka Jenő: Baronesa Lili, regizor: Parászka Miklós

## Opere
- Fazekas Mihály - Móricz Zsigmond - Bessenyei István: Ludas Matyi în Sătmar
- Fazekas Mihály - Móricz Zsigmond - Bessenyei István: Ludas Matyi în Ciuc
- Boldog Karácsonyt! (Crăciun Fericit!) – Scenariu film

## Traduceri
- Tenessee Williams: Vorbește-mi ca ploaia și lasă-mă să te ascult (în română)
- Nicolae Mateescu: Regina balului (în maghiară)

## Regizor de film
- Boldog Karácsonyt! (Crăciun Fericit!) (A XIV-a ediție a Festivalului de Film de Scurtmetraj Alter-Native , Târgu Mureș, 2006; Festivalul de Film „Fețele Sărăciei”, Budapesta, 2010)